# Martin Dorn
Martin Dorn (* 8. Mai 1935 in Herrenberg; † 29. Mai 2013) war ein deutscher Volkswirt und Politiker (CDU).

## Leben
Martin Dorn wurde als Sohn eines evangelischen Pastors geboren. Nach dem Abitur absolvierte er zunächst eine Banklehre. Im Anschluss studierte er Volkswirtschaftslehre an den Universitäten in Frankfurt, Erlangen und Bonn. Er legte 1962 an der Erlangener Universität das Examen als Diplom-Volkswirt ab, arbeitete dann als kaufmännischer Angestellter und wurde 1968, ebenfalls in Erlangen, zum Dr. rer. pol. promoviert (Dissertation: Zur Problematik einer gemeinsamen Konjunktur- und Wachstumspolitik der Europäischen Wirtschaftsgemeinschaft).
Dorn trat in die CDU ein und war vom 10. Oktober 1975, als er für die ausgeschiedene Abgeordnete Renate Hellwig nachrückte, bis 1984 Mitglied des Landtages von Baden-Württemberg. Bei den Landtagswahlen 1976 und 1980 erzielte er jeweils ein Direktmandat im Wahlkreis Stuttgart III. Neben seiner Abgeordnetentätigkeit war er Präsident der Arbeitsgemeinschaft Heimat- und Volkstumspflege Baden-Württemberg, Vorsitzender des Aufsichtsrates der Gemeinnützigen Wohnungsbaugenossenschaft für Bedienstete der Polizei und der Stadt Stuttgart sowie Vorsitzender des Arbeitskreises der Heimattage Baden-Württemberg.
Martin Dorn war seit 1964 mit Gertrud Karpp verheiratet und hat vier Kinder.

## Ehrungen
- 1980: Verdienstkreuz am Bande der Bundesrepublik Deutschland